# Porpacithemis
Porpacithemis är ett släkte av trollsländor. Porpacithemis ingår i familjen segeltrollsländor.
Kladogram enligt Catalogue of Life:
| Porpacithemis | \| \| Porpacithemis dubia \| \| \| \| \| \| Porpacithemis trithemoides \| \| \| \| |
|               | \| \| Porpacithemis dubia \| \| \| \| \| \| Porpacithemis trithemoides \| \| \| \| |
|               | Porpacithemis dubia                                                                |
|               |                                                                                    |
|               | Porpacithemis trithemoides                                                         |
|               |                                                                                    |